# Hosszúcsőrű bülbül
A hosszúcsőrű bülbül (Setornis criniger) a verébalakúak (Passeriformes) rendjébe, ezen belül a bülbülfélék (Pycnonotidae) családjába és a Setornis nembe tartozó egyedüli faj. 20 centiméter hosszú. Brunei, Indonézia és Malajzia szubtrópusi és trópusi nedves, mocsaras, alacsonyan fekvő erdőiben él. Gyümölcsökkel és rovarokkal táplálkozik. Életterületének elvesztése miatt sebezhető.

## Fordítás
- Ez a szócikk részben vagy egészben  a   Hook-billed bulbul című angol Wikipédia-szócikk fordításán alapul.  Az eredeti cikk szerkesztőit annak laptörténete sorolja fel. Ez a jelzés csupán a megfogalmazás eredetét és a szerzői jogokat jelzi, nem szolgál a cikkben szereplő információk forrásmegjelöléseként.